# Konstantin von Neurath
Konstantin Hermann Karl Freiherr von Neurath (2 de febrer de 1873 - 14 d'agost de 1956) fou un militar i diplomàtic alemany, Ministre d'Afers Exteriors d'Alemanya (1932 - 1938) i Protector de Bohèmia i Moràvia (1939 - 1943).

## Biografia
Va estudiar Dret a les universitats de Tübingen i Berlín. Després de graduar-se el 1897, inicialment es va unir a un bufet d'advocats local a la seva ciutat natal. El 1901 es va traslladar a Berlín per treballar en el Ministeri d'Afers Exteriors com a funcionari. Va ser nomenat vicecónsul de l'ambaixada alemanya a Londres en 1903 i posteriorment va ser enviat a l'ambaixada a Turquia.
Durant la Primera Guerra Mundial va servir com oficial amb un regiment d'infanteria fins al1916 quan el van ferir greument. Per les ferides de guerra va rebre la Creu de Ferro.
En 1919 va tornar a la diplomàcia, i fou destinat a l'ambaixada a Copenhaguen. A partir del 1921 fins al 1930 va ser ambaixador a Roma, i posteriorment tornà de nou a l'ambaixada a Londres.
Va tornar a Alemanya en 1932 i se'l va nomenar Ministre d'Afers Exteriors amb Franz von Papen. Va afavorir la retirada alemanya de la Societat de Nacions. Va estar constantment enfrontat a Joachim von Ribbentrop que mantenia una oficina paral·lela al Ministeri amb l'autorització de Hitler i que negociava d'esquitllentes amb els britànics una gran aliança angloalemanya, a més de ser contrari a abandonar la posició de vinculació amb la Xina enfront del Japó.

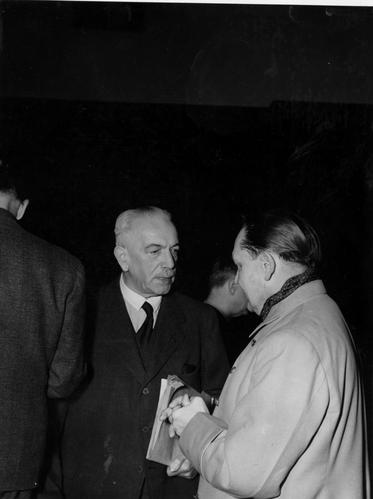
Neurath parla amb Hermann Göring durant els Judicis de Nuremberg.

El 4 de febrer de 1938 va dimitir com a ministre, tot i que va romandre en el Govern.
En 1939 el van designar Governador del Protectorat de Bohèmia i Moràvia. Va establir la censura de premsa i va suprimir els partits polítics i els sindicats. En 1941, Reinhard Heydrich va començar a exercir les seves funcions; Neurath va intentar renunciar, però Hitler no acceptà la seva renúncia fins al 1943. Aquell any, Heydrich va ser assassinat i Wilhelm Frick va ser designat oficialment successor de von Neurath.
En els Judicis de Nuremberg va ser acusat de crims contra la pau i crims contra la humanitat. Va ser declarat culpable i condemnat a quinze anys de presó que va complir a la presó de Spandau, fins que el 1954 va ser posat en llibertat per malaltia.